# Lichawa (powiat zduńskowolski)
Lichawa – wieś w Polsce położona w województwie łódzkim, w powiecie zduńskowolskim, w gminie Szadek.
Miejscowość położona jest na Wysoczyźnie Łaskiej. W latach 1975–1998 miejscowość należała administracyjnie do województwa sieradzkiego. 

## Historia
Pierwsza wzmianka o Lichawie, pochodząca z 1391, mówi o właścicielu Łobudzic Januszu z Lichawy, pochodzącym z Lichawy nad Grabią, który nowo założoną wieś nazwał także Lichawa. Po dawnym założeniu dworskim pozostała ruina pałacu (kamienne schody), resztki parku (8 pomnikowych jesionów) i staw zasilany źródlaną wodą.

## Zabytki
Według rejestru zabytków Narodowego Instytutu Dziedzictwa na listę zabytków wpisany jest obiekt:
- park, nr rej.: 8 z 20.08.1977.